# Dom van Schwerin
De Dom van Schwerin, gewijd aan de Maagd Maria en de heilige evangelist Johannes, is de bisschopskerk van de Evangelisch-Lutherse kerk van het bisdom Mecklenburg in Schwerin.
Aanvankelijk was de kerk een houten constructie, maar in 1172 werd begonnen aan de bouw van de huidige dom. In 1248 werd het gebouw ingewijd als de nieuwe kathedraal van het bisdom. Door de aanwezigheid van de relikwie van het Heilig Bloed, een vermeende bloeddruppel van Christus vervat in een edelsteen, werd de kerk ook een bedevaartskerk. De relikwie was door graaf Hendrik van Schwerin na een kruistocht uit Jeruzalem meegenomen.
In de daaropvolgende eeuwen werd de kerk verder uitgebreid een aangepast in de gotische vorm in de lijn van andere kerken (o.a de Mariakerk in Lübeck). De 117,5 meter hoge toren, die hiermee tot een van de hoogste kerktorens van de wereld behoort, werd pas gebouwd aan het einde van de 19e eeuw en heeft een achtkantige spits tussen vier topgevels. In deze toren bevinden zich vijf klokken, waarvan de oudste uit 1363 stamt. Tijdens de Eerste en Tweede Wereldoorlog zijn overigens enkele klokken ingevorderd en uit de toren verwijderd. Een vieringtoren die bij de kerk behoorde werd in de 17e eeuw vanwege de slechte staat afgebroken en nooit meer herbouwd.
Centraal in het interieur staat het neogotische altaar wat in de 19e eeuw gebouwd werd door Gaston Lenthe. Verder bevinden zich in de kerk een uit de 15e eeuw afstammend triomfkruis, dat zich oorspronkelijk bevond in de Mariakerk van Wismar, en een gotisch drieluik in zandsteen uit dezelfde periode; laatstgenoemde kunstschat verbeeldt het kruisigingverhaal van Christus.
In de kerk bevinden zich ook enige epitafen ter herinnering aan de overleden hertogen van Mecklenburg, en een grafmonument ter ere van Christoph van Mecklenburg en zijn vrouw Elisabeth van Zweden.

## Afbeeldingen

Dom van Schwerin
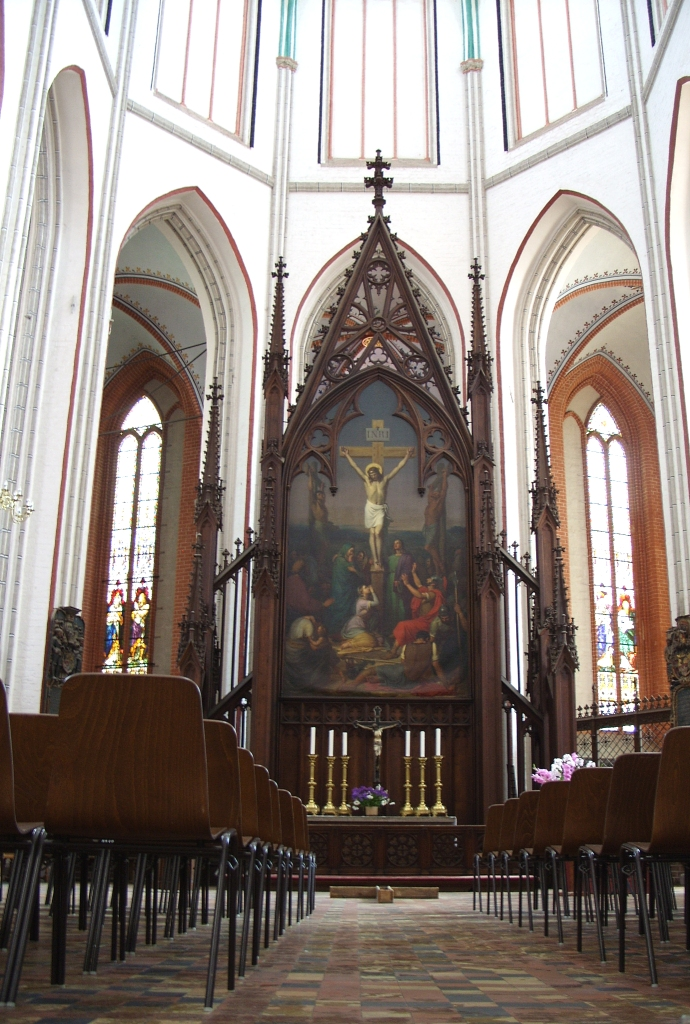
Het altaar
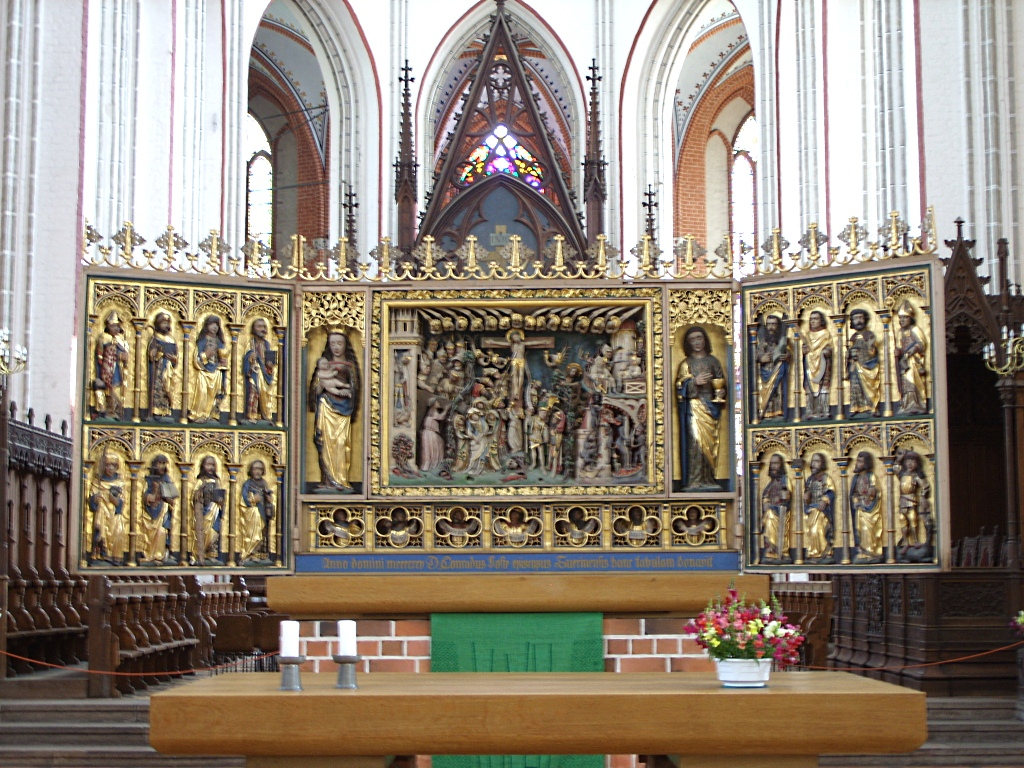
Het drieluik
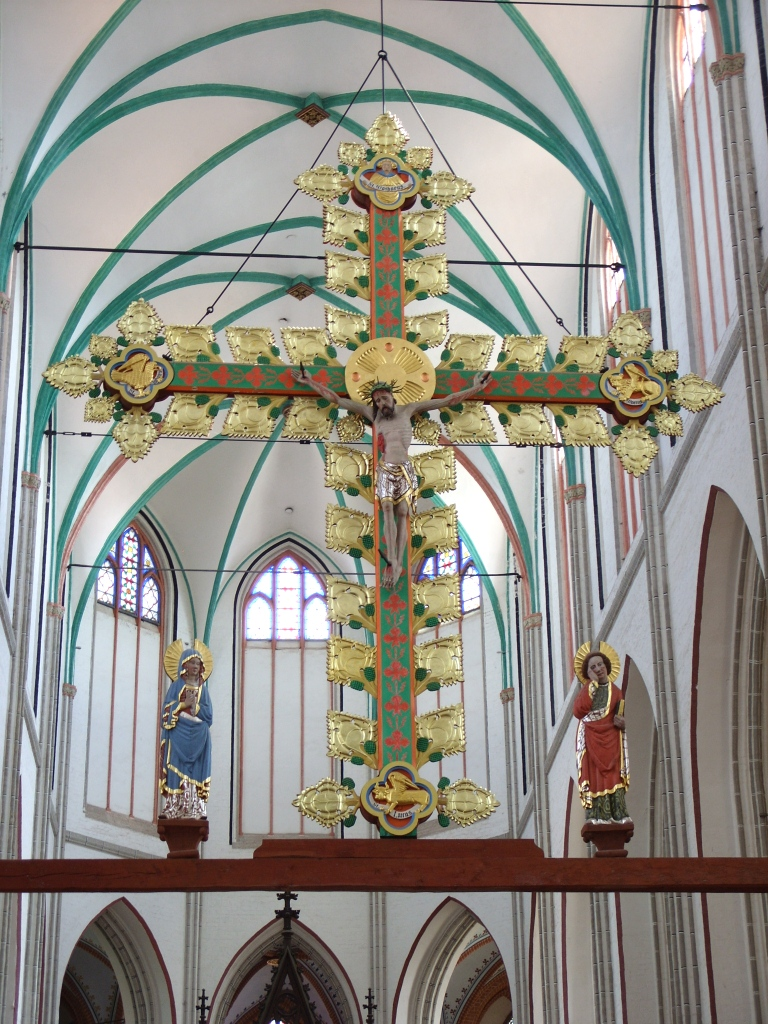
Het triomfkruis
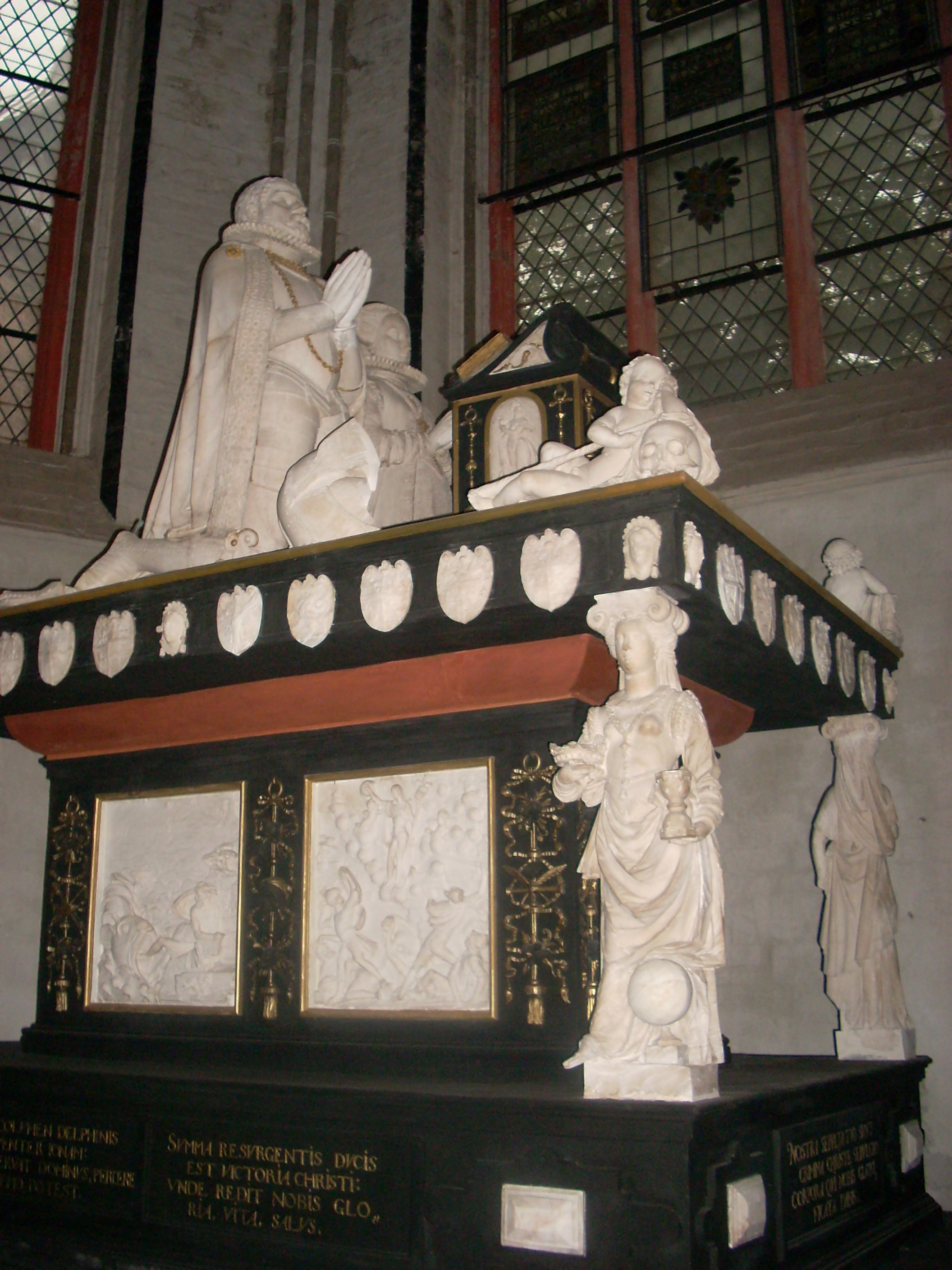
Grafmonument Christoph van Mecklenburg